# Hemitriakis
Hemitriakis es un género de elasmobranquios Carcharhiniformes de la familia Triakidae .

## Especies
Incluye un total de 6 especies descritas:
- Hemitriakis abdita Compagno & Stevens, 1993[3]
- Hemitriakis complicofasciata Takahashi & Nakaya, 2004[4]
- Hemitriakis falcata Compagno & Stevens, 1993[5]
- Hemitriakis indroyonoi White, Compagno & Dharmadi, 2009[6]
- Hemitriakis japanica (Müller & Henle, 1839) (cazón japonés)[7]
- Hemitriakis leucoperiptera Herre, 1923 (cazón punta blanca)[8]